# Скалы Довбуша
Ска́лы До́вбуша — группа скальных останцов высотой до 80 метров, расположенная в Ивано-Франковской области Украины, в 11 км на юго-запад от города Болехов, вблизи села Бубнище. Название скал восходит к предводителю народных мстителей — опришков Олексе Довбушу.
Скалы Довбуша являются комплексным памятником природы общегосударственного значения и входят в состав Поляницкого регионального ландшафтного парка.

## Описание скал
Скалы состоят из ямненского песчаника. По мнению учёных скалы образовались более 70 млн лет назад на дне тёплого моря. Массив скал имеет ширину около 200 м, длину около 1 км и ориентирован с запада на восток. Массив расположен посреди буково-елового леса.

## История

Камни в память об отмене крепостного права 1848 г.

Во втором тысячелетии н. э. после распространения христианства на этом месте возник небольшой скит, а немного позже — сторожевая крепость (одно из укреплений, которым Ярослав Осмомысл, по словам автора «Слова о полку Игореве», подпёр Угорские горы), выдержавшая татаро-монгольское нашествие и просуществовавшая до XVI века.
По легендам в XVII—XVIII веках возле скал находилась одна из баз опришков, в том числе в 1743 году — лагерь отряда Олексы Довбуша.
Залеснение горных склонов в районе Скал Довбуша происходило в послевоенные годы.

## Туризм и спорт
Скалы Довбуша являются популярным местом среди скалолазов — по скалам проложено множество скалолазных маршрутов различных категорий сложности, регулярно проводятся соревнования по скалолазанию.
Скалы Довбуша также являются популярным туристическим местом.

## Галерея

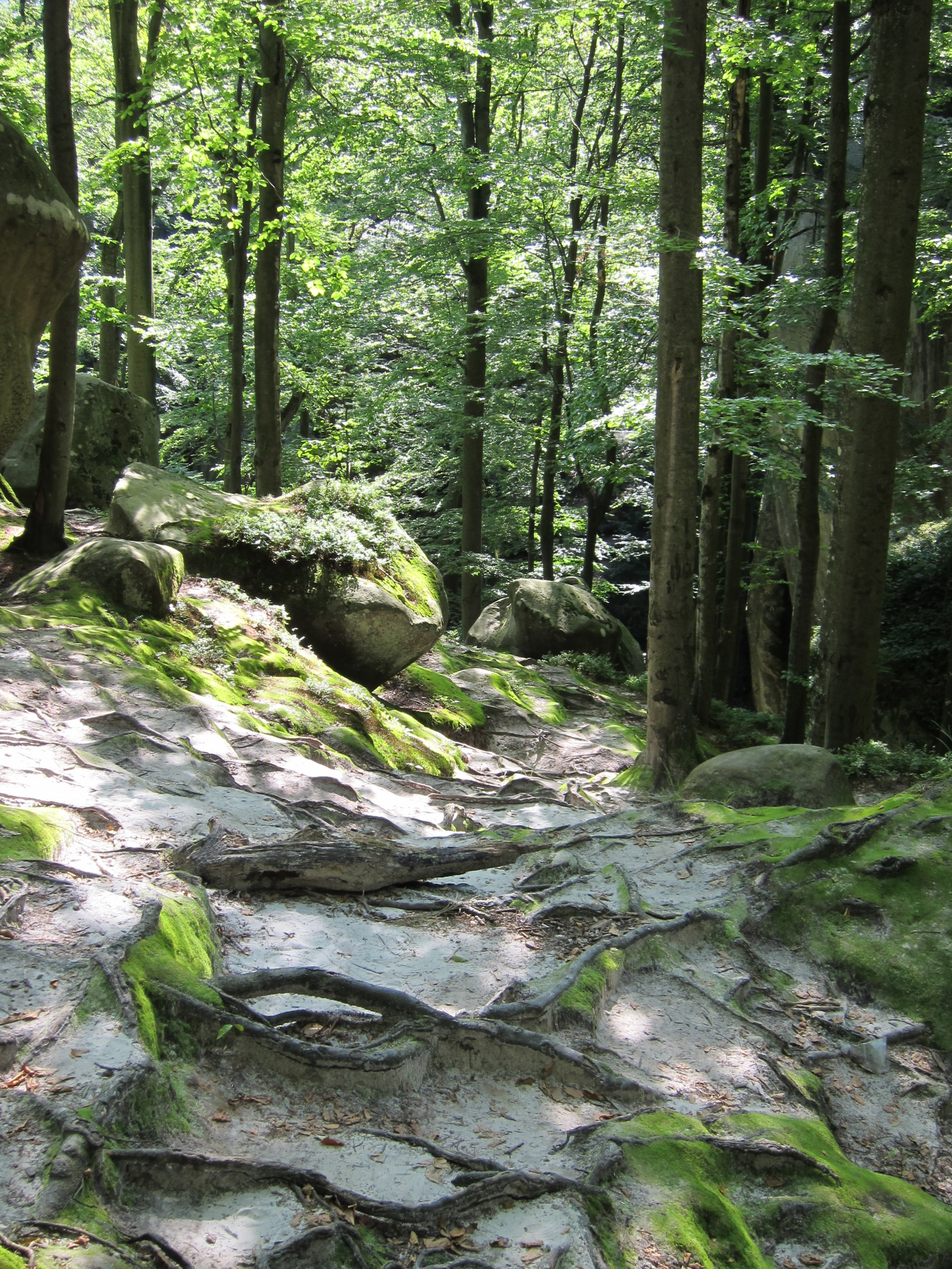
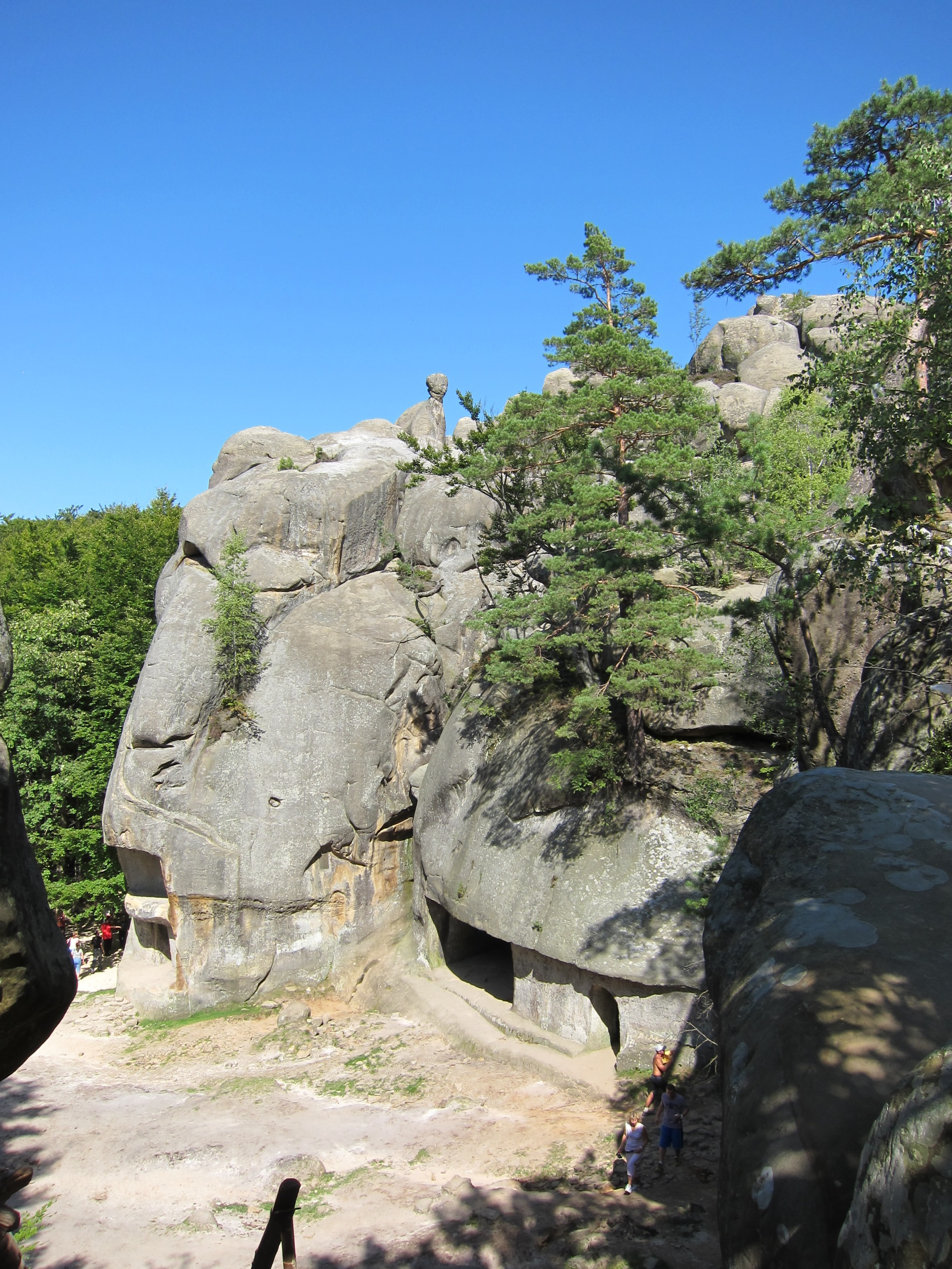
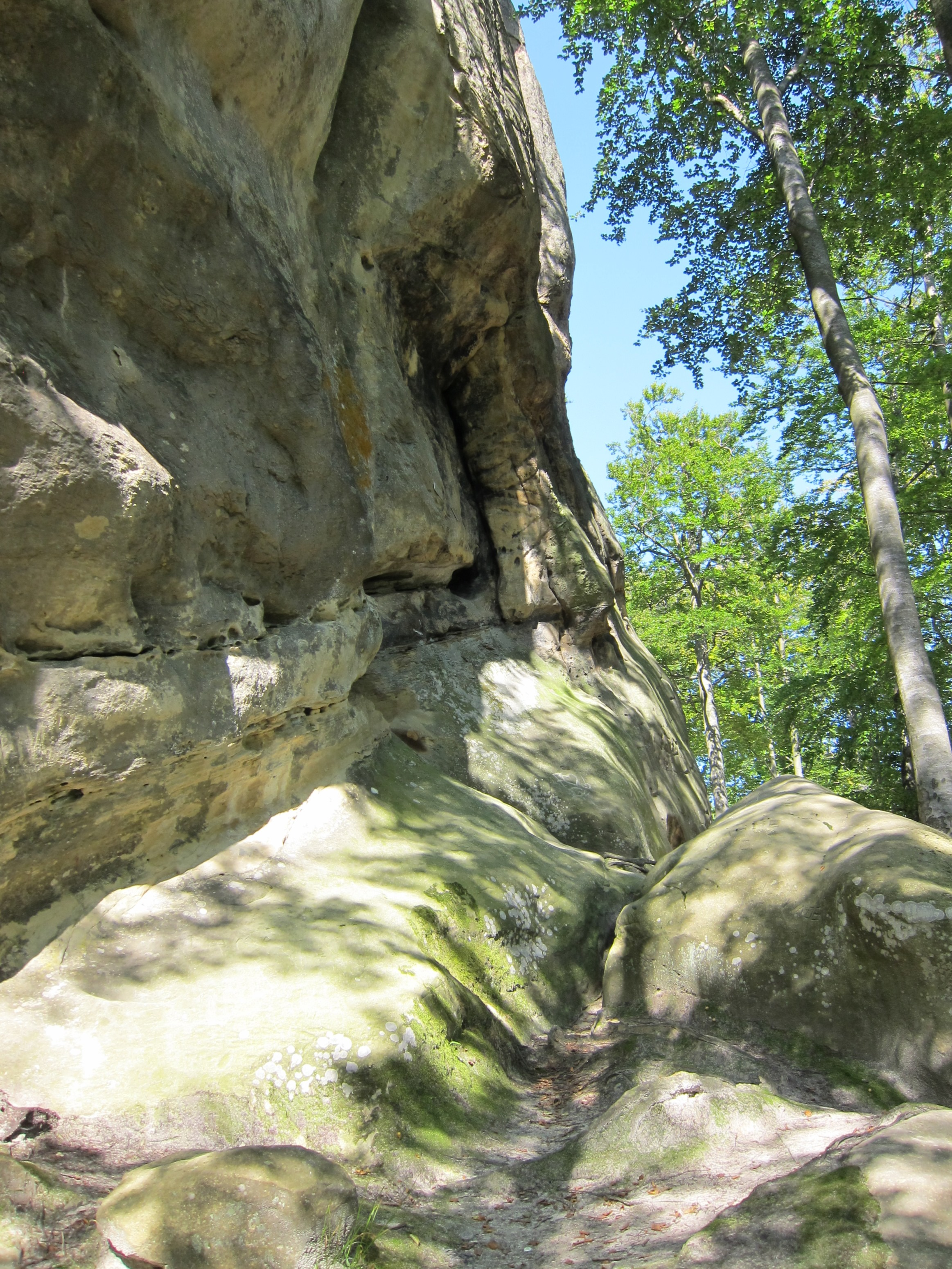
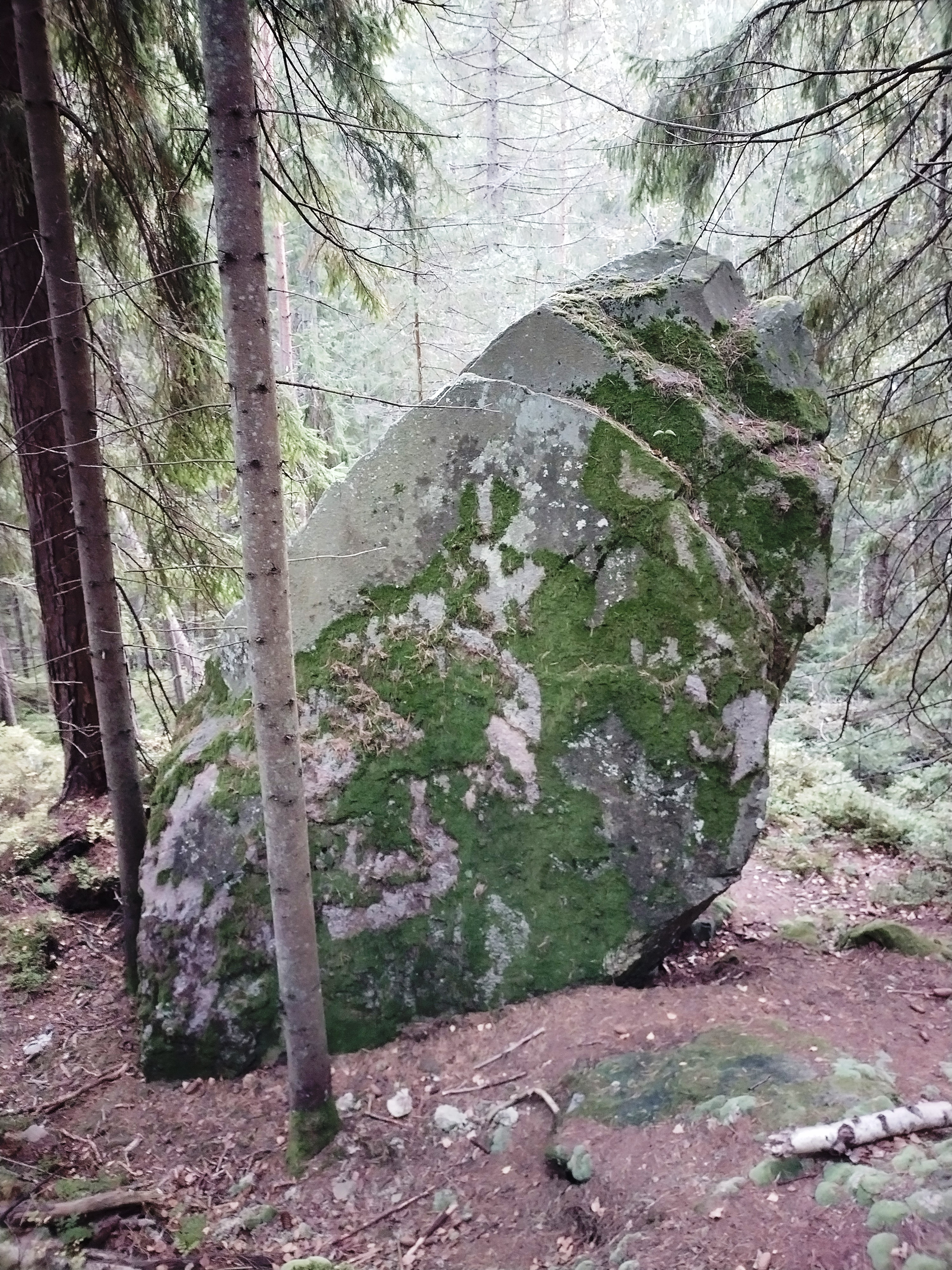
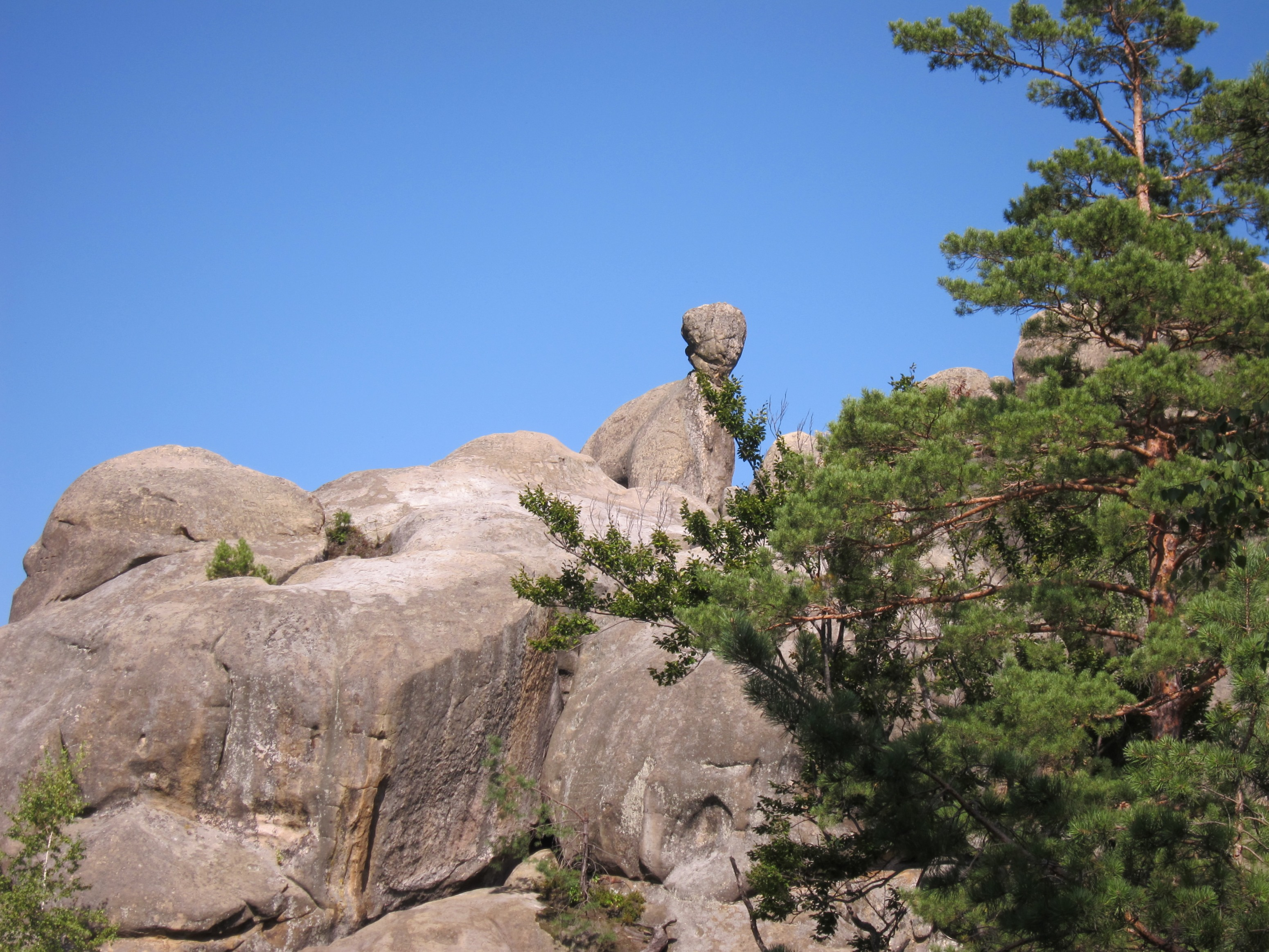
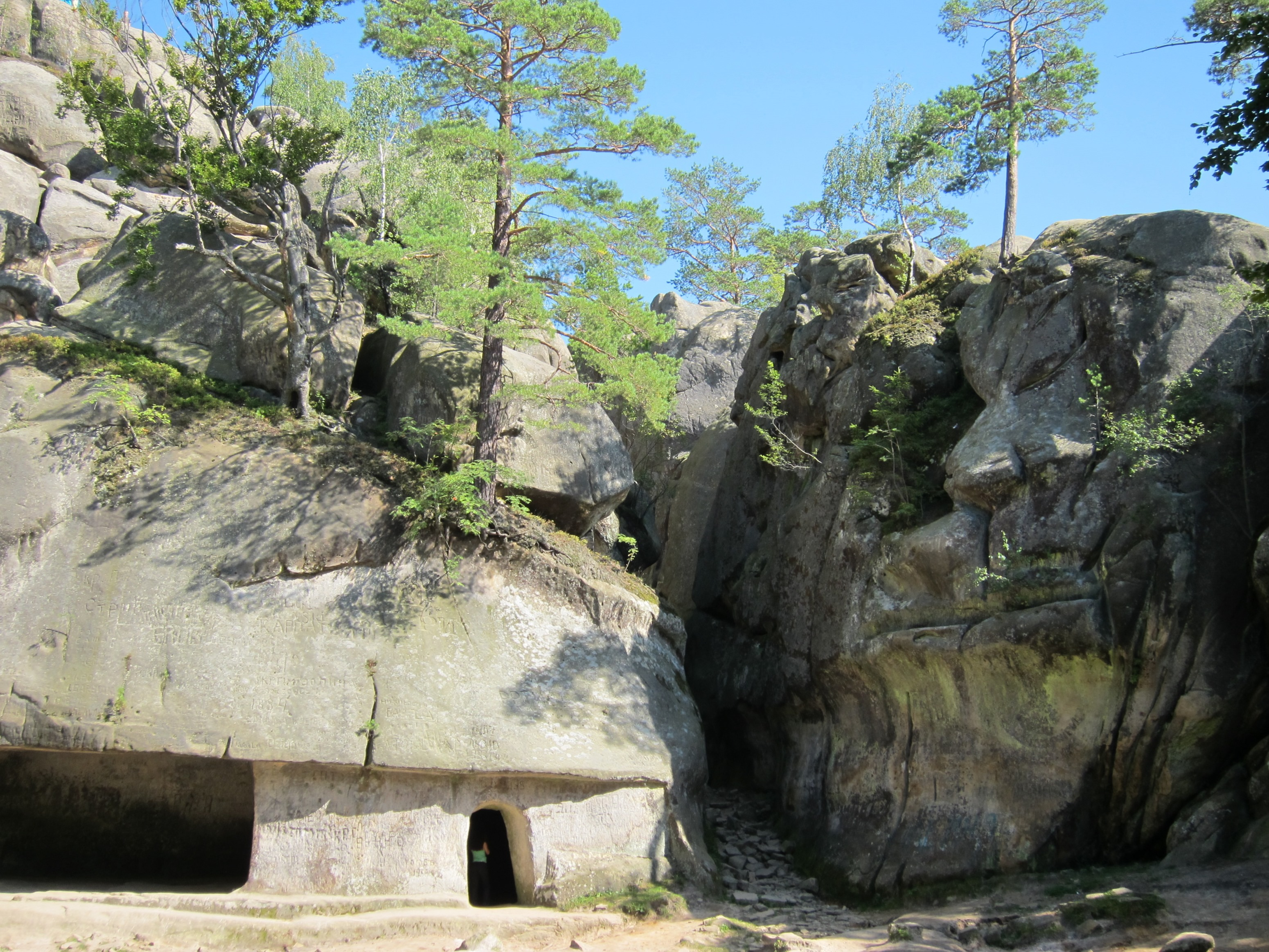
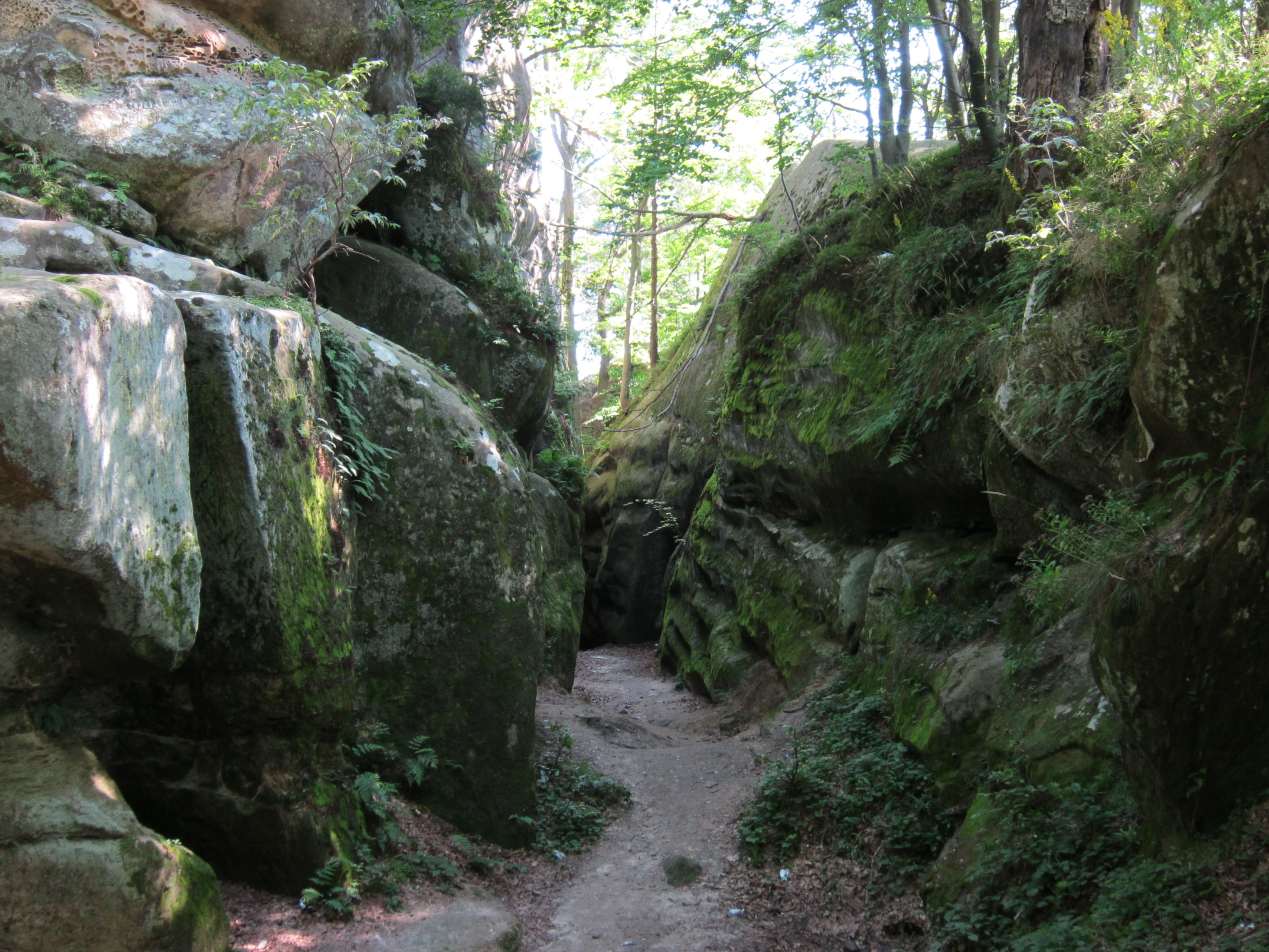
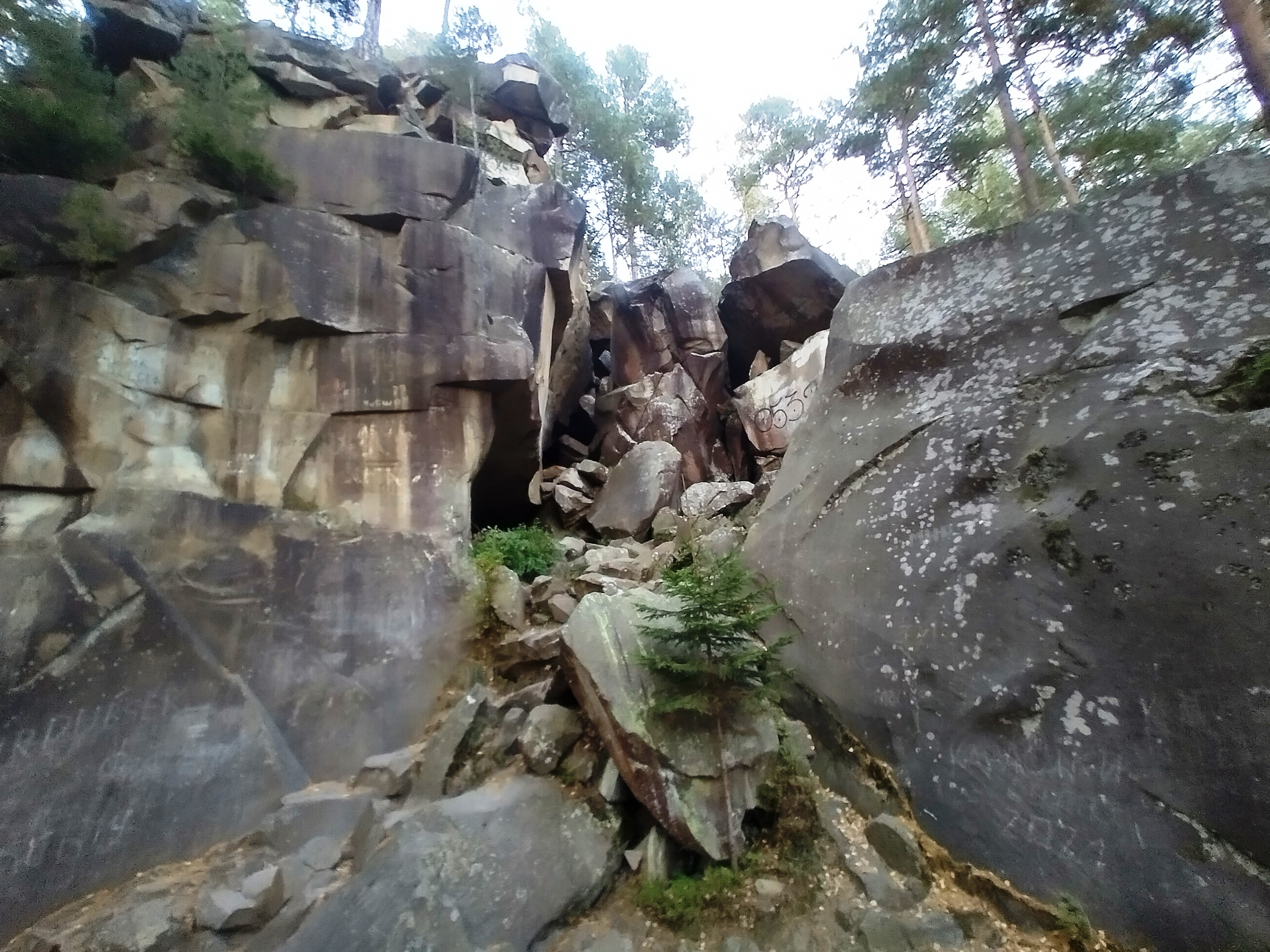